# Regierung von Oberbayern
Die Regierung von Oberbayern ist eine staatliche Mittelbehörde mit Sitz in München mit etwa 2.000 Mitarbeitern aus über 25 wissenschaftlichen Fachrichtungen. Sie koordiniert für die Bayerischen Staatsministerien auf oberbayerischer Ebene, berät und beaufsichtigt 34 nachgeordnete staatliche Behörden und vergibt Fördergelder für private und öffentliche Vorhaben in Höhe von über 500 Millionen Euro jährlich.

## Organisation
Die Behörde gliedert sich in folgende Bereiche:
- Präsidium mit den Stabsstellen P, S und Z
- Bereich 1A: Sicherheit, Kommunales und Soziales
- Bereich 1B: Asyl, Zentrale Ausländerbehörde
- Bereich 2: Wirtschaft, Landesentwicklung und Verkehr
- Bereich 3: Planung und Bau
- Bereich 4: Schulen
- Bereich 5: Umwelt, Gesundheit und Verbraucherschutz
- Bereich 6: Ernährung und Landwirtschaft
- Gewerbeaufsichtsamt

Am 1. Februar 2022 übernahm Konrad Schober die Leitung der Regierung von Oberbayern. Regierungsvizepräsidentin ist seit dem 1. November 2020 Sabine Kahle-Sander.

## Aufgaben und zentrale Zuständigkeiten
Die Regierung ist die Mittelbehörde im dreistufigen Verwaltungsaufbau zwischen den bayerischen Staatsministerien und den Behörden der Unterstufe (z. B. Landratsämter). Die Regierung bündelt und koordiniert die fachlichen Interessen der bayerischen Staatsministerien für den Regierungsbezirk Oberbayern. Die Behörde übt die staatliche Aufsicht über eine Vielzahl nachgeordneter Behörden und Gebietskörperschaften aus; sie ist auch Widerspruchsbehörde. Es werden 508 verwaltungsrechtliche Leistungen erbracht. Die Aufgaben umfassen unter anderem die Vergabe staatlicher Fördermittel für private und öffentliche Vorhaben.
Für Bayern oder Teile Bayerns zentralisierte Aufgaben für die Regierung von Oberbayern sind:
- Bergamt Südbayern (Zuständigkeitsbereich: Oberbayern, Niederbayern, Schwaben)
- Futtermittelüberwachung Bayern (Zuständigkeitsbereich: Bayern)
- Landeseisenbahnaufsicht Südbayern (Zuständigkeitsbereich: Oberbayern, Niederbayern, Schwaben)
- Landesprüfungsamt (Zuständigkeitsbereich: Bayern)
- Luftamt Südbayern (Zuständigkeitsbereich: Oberbayern, Niederbayern und Schwaben)
- Oberversicherungsamt Südbayern (Zuständigkeitsbereich: Oberbayern, Niederbayern, Oberpfalz und Schwaben)
- Vergabekammer Südbayern (Zuständigkeitsbereich: Oberbayern, Niederbayern und Schwaben)
- Vertreter des öffentlichen Interesses in der Verwaltungsgerichtsbarkeit (Sachgebiet Z3) mit Außenstelle beim Verwaltungsgericht München
- Zentrale Arzneimittelüberwachung Bayern (ZAB; GMP/GCP) (Zuständigkeitsbereich: Bayern)
- Zentrale Ausländerbehörde Oberbayern

## Geplante Verlagerung und Ausgliederung eines Regierungsbezirks München
Im Januar 2020 gab die bayerische Staatsregierung bekannt, dass zur Entlastung des Ballungsraums Münchens und zur Stärkung des ländlichen Raums im Rahmen der Heimat- und Verlagerungsstrategie der bayerischen Staatsregierung von 2015 weitere Behörden-Verlagerungen geplant sind. Zudem sollte bis zum Jahr 2023 aus dem bisherigen Regierungsbezirk Oberbayern ein eigener Regierungsbezirk München ausgegliedert werden. Davon sollte insbesondere die Regierung von Oberbayern stark betroffen sein: Von den bisherigen Stellen sollten nur 600 in der Landeshauptstadt bleiben, je 500 Arbeitsplätze sollten nach den Plänen der bayerischen Staatsregierung in den Raum Ingolstadt und in den Raum Rosenheim verlagert werden.

## Geschichte
Die Behörde entstand mit der Neuordnung Bayerns im Jahr 1808 als Königliches Generalkommissiariat des Isarkreises. Die Umbenennung des Isarkreises zum Regierungsbezirk Oberbayern erfolgte 1837.
Behördenleiter waren:
1. 1808–1810: Joseph Maria von Weichs, Generalkommissär des Isarkreises
2. 1810–1819: Ferdinand von Schleich, Generalkommissär des Isarkreises
3. 1819–1831: Gabriel Bernhard von Widder, Generalkommissär und Präsident der Regierung
4. 1832–1840: Carl Graf von Seinsheim, Generalkommissär und Präsident der Regierung, ab 1837 Regierungspräsident
5. 1840–1847: Joseph Hörmann von Hörbach
6. 1847–1848: Bernhard von Godin
7. 1848–1849: Theodor von Zwehl
8. 1849–1852: Wilhelm von Benning
9. 1852:00000 August Lothar Graf von Reigersberg
10. 1853–1870: Philipp Freiherr von Zu Rhein
11. 1870:00000 Alois von Hermann
12. 1870–1875: Theodor von Zwehl
13. 1876–1880: Hugo von Herman
14. 1880–1882: Maximilian von Feilitzsch
15. 1882–1894: Sigmund von Pfeufer
16. 1894–1897: Friedrich von Ziegler
17. 1897–1902: Julius von Auer
18. 1902–1905: Josef Nikolaus von Schraut
19. 1905–1917: Anton von Halder
20. 1917–1924: Gustav von Kahr
21. 1924–1933: Ludwig von Knözinger
22. 1933–1934: Robert Rauck, vertretungsweise
23. 1934–1943: Heinrich Gareis, von 1934 bis 1940 mit der Leitung der Geschäfte betraut, ab 18. April 1940 Regierungspräsident
24. 1943–1945: Franz Mayr
25. 1945–1949: Ludwig Osthelder
26. 1949–1950: Richard Balles
27. 1950–1952: Heinrich Kneuer
28. 1952–1962: Johann Mang
29. 1962–1974: Adam Deinlein
30. 1975–1994: Raimund Eberle
31. 1994–2005: Werner-Hans Böhm
32. 2005–2016: Christoph Hillenbrand
33. 2016–2018: Brigitta Brunner
34. 2018–2022: Maria Els
35. seit 2022: Konrad Schober

## Dienstgebäude und Dienstsitze

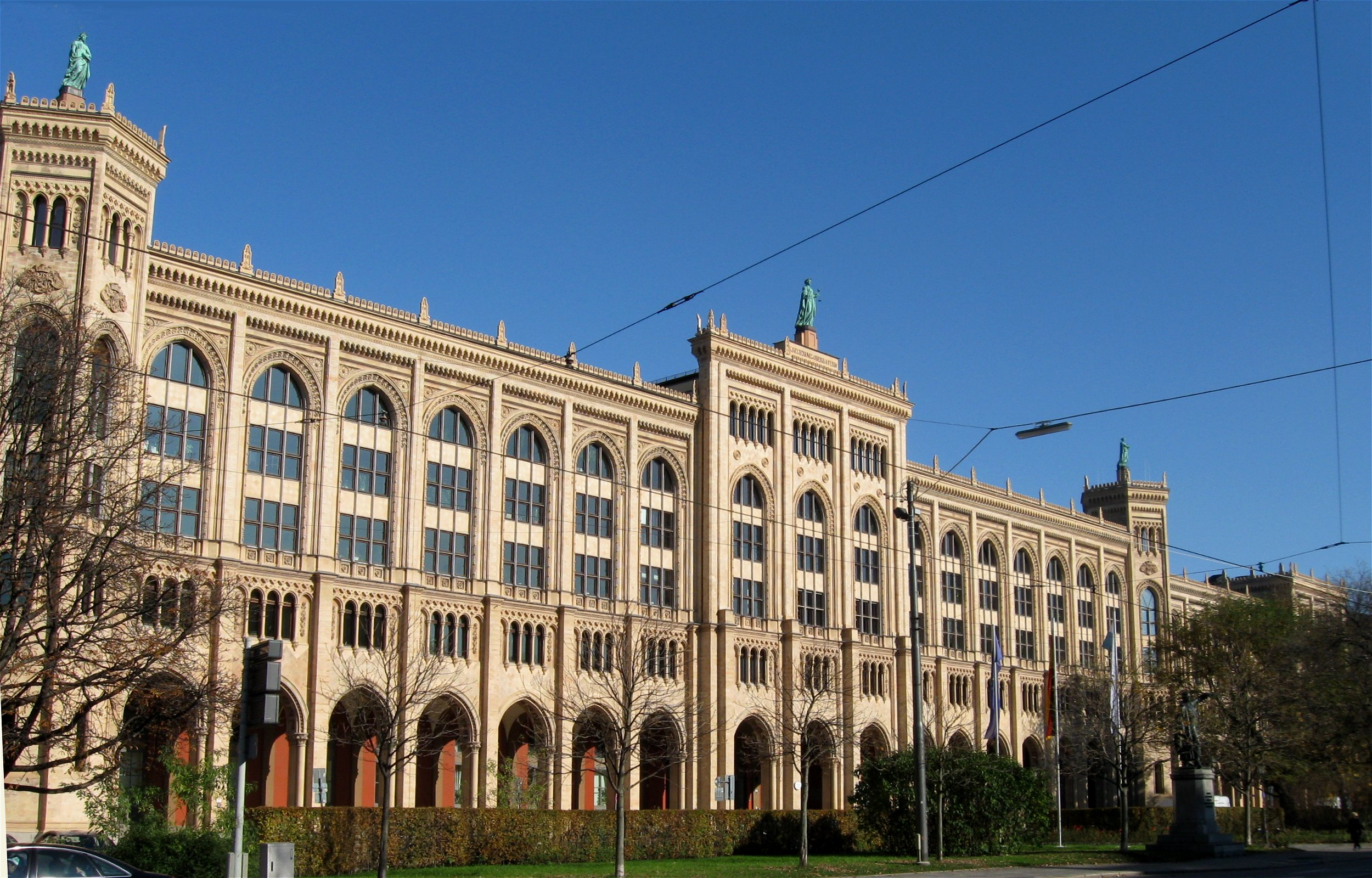
Dienstgebäude der Regierung von Oberbayern (Maximilianstr. 39)

Das repräsentative Dienstgebäude in München, Maximilianstraße 39, in dem sich die Hauptverwaltung befindet, entstand 1856–1864 im Zuge der Anlage der Maximilianstraße durch den Architekten Friedrich Bürklein in dem für die Straße charakteristischen neugotischen, sogenannten Maximilianstil. Weitere Dienststellen in München befinden sich in der Bayerstraße, Lazarettstraße, Heßstraße und Hofmannstraße.
Weitere Dienstsitze sind in Ingolstadt, im Flughafen Memmingen und im Flughafen München.

## Wappen- und Dienstsiegel
Das Wappen- und Dienstsiegel der Regierung von Oberbayern trägt die Insignien der vormaligen Monarchie mit Volkskrone und bildet Fürstentümer wie beispielsweise die Wittelsbacher ab.

## Sonstiges
Die Regierung gibt unter anderem folgende Amtsblätter heraus:
- Oberbayerisches Amtsblatt (OBABl; seit 1774) – Amtliche Bekanntmachungen der Regierung von Oberbayern, des Bezirks Oberbayern, der Regionalen Planungsverbände und der Zweckverbände in Oberbayern
- Oberbayerischer Schulanzeiger (OSA; seit April 1920)